# 大山寺 (鳥取県大山町)
大山寺（だいせんじ）は鳥取県西伯郡大山町（大山隠岐国立公園内）伯耆大山中腹にある天台宗別格本山の寺。中国三十三観音第二十九番。山号は角磐山。本尊は地蔵菩薩。

## 歴史
養老2年（718年）に俊方（金蓮上人）によって開かれたとされる。開山時は真言宗の寺院であった。『選集抄』や『大山寺縁起』によると、俊方はある日大山で鹿を弓で射たが、その対象が鹿ではなく地蔵尊だったと知った。俊方は殺生は罪深いことだったと悟り、出家して「金蓮」を名乗り、草庵をむすび地蔵菩薩を祀った。この草庵が大山寺の起源とされる。なお、この「起源」の説話が影響しているのか、現在でも、大山には石造りの地蔵が多数みられる。
大山は仏教伝来前から強力な神が住むとして崇められた神道信仰の地となっており、大山寺は山岳信仰や道教も採り入れた真言宗の信仰地として多くの修行者が訪れた。
平安時代の貞観7年（865年）には天台宗となり、天台宗別格本山角磐山大山寺として指定された。寺には地蔵菩薩の顕現として大智明権現が祀られた。寺の住職である座主は比叡山から派遣され、ここでの任期を勤めた後、比叡山に戻って昇格するという、僧侶のキャリア形成の場となった。
古くから信仰の道である大山道が岡山県岡山市から南北に整備され、途中出雲街道とも交差することもあって、信仰だけでなく、商業交通の面でも発展した。
中世には尼子氏･毛利氏などの戦国武将からも崇敬され、盛んに寄進や造営がなされた。江戸時代に入ると一時、中村一忠によって寺領の一部が没収されたが慶長15年（1610年）、西楽院の僧正豪円が幕府に働きかけたことにより大山寺領3000石が安堵された。
明治時代に入ると廃仏毀釈が起こり、明治8年（1875年）には大山寺の寺号も廃されて寺領の多くも没収となった。本堂には従来の本尊に代わって米子市内の大神山神社の祭神が祀られた。明治36年（1903年）に大山寺の寺号は復活したものの、42あった僧房は10のみとなった。
昭和3年（1928年）には4度の火災に見舞われた。
開祖である長谷川俊方（金蓮上人）の後裔が、玉造温泉で松江藩から湯之介と呼ばれる温泉を管理する役職を任されており、俳優の長谷川博己もその子孫にあたる。

## 文化財

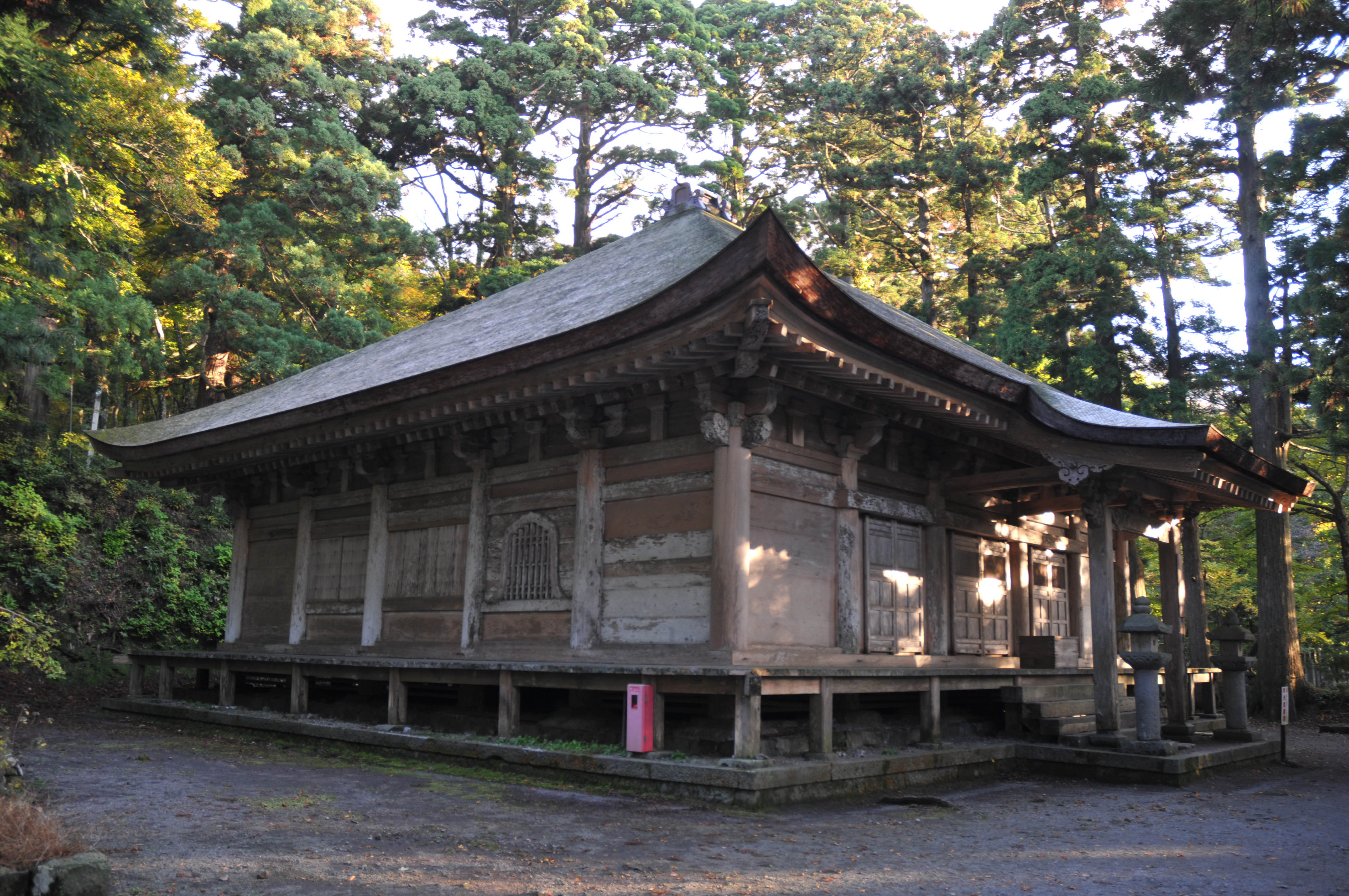
阿弥陀堂（国の重要文化財）

### 重要文化財
- 阿弥陀堂 - 寄棟造、柿（こけら）葺き。天文21年（1552年）建立。
- 木造阿弥陀如来及び両脇侍像 - 中尊像内の墨書銘から天承元年（1131年）良円の作と判明する。
- 銅造十一面観音立像 - 奈良時代
- 銅造観音菩薩立像 - 奈良時代
- 銅造観音菩薩立像　2躯 - 1躯は奈良時代、もう1躯は宋または遼時代。
- 鉄製厨子　附:祈願文線刻鉄板3枚、鉄造地蔵菩薩頭部

### 登録有形文化財
- 本堂[4]
- 鐘楼[4]

### 国の史跡
- 大山寺旧境内 - 平成28年10月3日指定[5]。

### その他
他に紙本著色大山寺縁起（10巻）があったが、昭和3年（1928年）に焼失している。（精巧な模本や、写真などが現存する。）

## 交通アクセス
- 米子駅から日交バスで54分、終点下車。ただし、1日5往復のみ。
- 大山口駅から日交バスで30分、終点下車。ただし、1日下り4便、上り3便のみ。

なお、終点の大山寺バス停は大山ナショナルパークセンター1階にある。

## 前後の札所
中国三十三観音霊場
28 清水寺 -- 29 大山寺 -- 30 長谷寺

## 参考資料
- 『天台宗別格本山 角磐山 大山寺』 現地配布パンフレット